# Pierre Chatenet
Pierre Chatenet   (París, 6 de març de 1917 - Tavers, 4 de setembre de 1997) fou un polític i alt funcionari francès que va ser ministre i President de l'Euratom entre 1962 i 1967.

## Biografia
Va néixer el 6 de març de 1917 a la ciutat de París. Va estudiar ciències polítiques a la Universitat de París, esdevenint posteriorment membre del Consell d'Estat.
Morí el 4 de setembre de 1997 a la població de Tavers, situada al departament de Loiret.

## Activitat política
Membre de la Unió dels Demòcrates per la República (UDR), l'any 1944 va esdevenir col·laborador del Ministre de Treball Alexandre Parodi i fou membre de la delegació francesa en la Conferència fundacional de l'Organització de les Nacions Unides realitzada a la ciutat de San Francisco l'any 1945.
Conseller de Pierre Mendès France en la formació de la Comunitat Eruopea de Defensa, fou un dels redactors dels Acords de París de l'any 1954 (acords que partien del Tractat de Brussel·les de 1948) que va establir la Unió Europea Occidental (UEO). Aquell mateix any fou nomenat director de funció pública i el gener de 1959 fou nomenat Secretari d'Estat per part del Primer Ministre Michel Debré. El maig d'aquell any fou nomenat per Debré Ministre de l'Interior, càrrec que va ocupar fins al maig de 1961 i que hagué d'abandonar per problemes de salut.
El gener de 1962 fou nomenat President de la Comunitat Europea de l'Energia Atòmica (Euratom), càrrec que va exercir durant cinc anys fins a la fusió dels organismes de la Comunitat Europea del Carbó i de l'Acer (CECA), de la Comunitat Econòmica Europea (CEE) i de l'Euratom en una única Comissió Europea l'any 1967 presidida per Jean Rey.
L'any 1968 fou nomenat membre del Consell Constitucional de França, càrrec que va desenvolupar fins al 1977